# 阿拉巴马州百年纪念半美元
阿拉巴马州百年纪念半美元（英語：Alabama Centennial half dollar）又名阿拉巴马州半美元（Alabama half dollar），是1921年美国铸币局生产的一种银质50美分面额纪念币，旨在纪念1819年阿拉巴马州加入联邦100周年。劳拉·加汀·弗雷泽因这种硬币成为历史上首位女性硬币设计师。
阿拉巴马州联邦众议员利琉斯·布拉顿·雷尼递交法案，建议在阿拉巴马州加入合众国100周年之际发行纪念币。法案原本提议发行25美分面额，后修改为半美元。法案很快在国会通过，于1920年5月10日经伍德罗·威尔逊总统签字生效。
虽然1920年就获授权，但纪念币实际上直到1921年10月才发行，这一定程度上是因为初步设计方案是在硬币正面刻上民主党总统威尔逊的肖像。1920年是大选年，新总统人选尚待选举确定。最终共和党候选人沃伦·盖玛利尔·哈定胜出，设计方案于是改为描绘阿拉巴马州首任州长威廉·怀亚特·比布和百年纪念时任州长托马斯·基尔比，基尔比至此成为首位形象出现在美国硬币上的在世人物。为了推动纪念币发售，少量硬币的图案中加有“22”标志，代表阿拉巴马州是第22个加入联邦的州，有此标志的纪念币如今也更有价值。

## 构想
1819年，阿拉巴马州加入美国联邦。1919至1920年间，阿拉巴马州百年纪念委员会为纪念建州一百周年而在州内举办各种庆祝活动，不过开始推动纪念币发行后，这些庆祝活动也随之减少。钱币学家安东尼·斯沃泰克（Anthony Swiatek）和沃尔特·布林（Walter Breen）之后推测，委员会成员听闻其他州已经就类似庆典发行过纪念币，或是准备提议发行，所以出于对家乡的自豪感决定效仿。发行这样的硬币还能起到筹资的作用，所获收益会用于“历史和纪念”活动。经委员会推动，阿拉巴马州联邦众议员利琉斯·布拉顿·雷尼（Lilius Bratton Rainey）同意出面在国会提出授权法案。
1920年时，纪念币并非政府直接发售，而是由国会在授权法案中指定某个组织独家拥有以面值买下所有硬币后加价向公众转售的权利。虽然阿拉巴马州百年纪念半美元的授权法案中没有明确说明组织名称，但实际获得授权的组织便是该州百年纪念委员会。

## 立法
1920年2月28日，雷尼在联邦众议院递交“ 12824”法案，建议为阿拉巴马州百年纪念发行硬币。法案首先交由铸币和度量衡委员会审核，委员会于1920年3月26日召集听证，一同审议的还有申请授权发行朝圣者三百周年半美元的法案。听证会首先探讨阿拉巴马州的纪念币，雷尼递交的法案建议发行十万枚25美分硬币，他还告诉委员会，阿拉巴马州内对此项建议仅有的批评不过是有文章认为他应该申请发行二十万枚纪念币。委员会委员、俄亥俄州联邦众议员兼硬币收藏家威廉·阿什布罗克（William A. Ashbrook）对法案建议发行25美分纪念币感到意外，询问雷尼何不像其他州一样申请发行半美元。雷尼表示他对面值并不坚持，发行半美元也完全可以接受。之后阿拉巴马州提出将授权发行量翻倍，阿什布罗克表示不赞成，雷尼同样没有再坚持。铸币和度量衡委员会经表决赞同众议院通过雷尼的法案，但附加的修正条款将纪念币面额改为半美元，然后再审议朝圣者三百周年纪念币。铸币和度量衡委员会主席、印第安纳州联邦众议员阿尔伯特·维斯塔（Albert Vestal）曾在两天前致信财政部长大卫·休斯顿（David F. Houston）探讨朝圣者三百周年纪念币事宜。休斯顿在回信中称，财政部之前没有对委员会批准的缅因州百年纪念币提出异议，也不反对阿拉巴马州百年纪念币，但他担心大量发行不同设计的纪念币会助长伪造和欺诈。1920年3月27日，维斯塔代表委员会向国会递交报告，称只要法案中的授权面额改成半美元，铸币和度量衡委员会就支持授权发行阿拉巴马州百年纪念币，报告中还附有休斯顿的回信内容。
1920年4月21日，联邦众议院开始按顺序审议缅因州百年纪念、阿拉巴马州百年纪念和朝圣者三百周年纪念三项纪念币授权法案。俄亥俄州众议员沃伦·加尔德（Warren Gard）在讨论缅因州纪念币事宜时表示，他不反对法案通过，但对其中的条款有疑问。维斯塔在议会开始讨论阿拉巴马州纪念币法案后让雷尼现场发言，雷尼首先简单介绍法案内容，然后用长段演讲介绍阿拉巴马州的辉煌历史，演说结束时赢得现场同僚的掌声。接下来加尔德在询问维斯塔后得知，议会接下来还要讨论朝圣者三百周年纪念币事宜，对此他表示：“我实在不理解，对于州内庆祝活动而言，到底有什么必要非要发行大堆附有特殊图案的硬币？在我看来，这就像民间展会上的老式奖章，而不是半美元面额的正统货币，只会让国家发行的硬币显得不上档次。我觉得应当严肃审核这些提案，并且要将言之有物的意见转达给财政部长。”维斯塔同意把加尔德的意见转告休斯顿部长，阿拉巴马州纪念币法案接下来顺利通过，没有人再提出意见，随后的朝圣者三百周年纪念币提案同样在加尔德表达意见后通过。
次日（1920年4月22日），联邦众议院通知联邦参议院，阿拉巴马州百年纪念半美元的授权方案已经通过。4月28日，法案送交参议院银行和货币委员会审核，委员会主席、康涅狄格州参议员乔治·麦克莱恩（George P. McLean）在向参议院回报时建议通过法案。
5月3日，麦克莱恩请求参议院越过其他尚在排队的提案，立即讨论三项纪念币授权法案（缅因州百年纪念、阿拉巴马州百年纪念和朝圣者三百周年纪念），但犹他州联邦参议员里德·斯穆特（Reed Smoot）反对。斯穆特不久前提议审核反倾销法案，虽遭科罗拉多州参议员查尔斯·托马斯（Charles S. Thomas）反对，但他并不灰心，声称只要反倾销法案能在下午两点左右送呈参议院审核，应该就不会再有人反对。麦克莱恩之后再度请求议会提前审议三项纪念币法案，堪萨斯州参议员查尔斯·柯蒂斯询问为何要这般匆促，麦克莱恩回答，三种硬币都是针对周年纪念，需要尽快授权并开始生产。三项法案接下来都在参议院顺利通过，没有人提出反对，其中阿拉巴马州百年纪念币授权法案于1920年5月10日经伍德罗·威尔逊总统签字生效。

## 准备

1920年时的阿拉巴马州州玺图案

阿拉巴马州州长托马斯·基尔比（Thomas Kilby）组建以玛丽·班克黑德·欧文（Marie Bankhead Owen）为首的三人委员会，决定纪念币的设计图案，委员会向民间征求建议，但不接受公众递交的方案。1920年6月1日，欧文向州长提议硬币一面刻上阿拉巴马州议会大厦图案，另一面则是詹姆斯·门罗（1819年阿拉巴马州加入合众国时的美国总统）和伍德罗·威尔逊（1919年百年纪念时的总统）的头像。基尔比将提案和草图发给美国铸币局局长雷蒙德·贝克（Raymond T. Baker），后者又将之转交美术委员会征求意见。詹姆斯·厄尔·弗雷泽（James Earle Fraser）是委员会中的一名雕塑家，也是野牛镍币的设计者，他觉得采用州议会大厦明显不当，甚至认为任何建筑都不适合作为硬币设计图案。听闻弗雷泽的意见后，欧文同委员会再度协商，然后在6月24日致信贝克，附上根据阿拉巴马州州玺修改的设计图案，核心部分则是图案中的老鹰。欧文表示，如果这样的方案还不行，那就采用1819年的半美元货币设计图案。事件进展至此陷入停滞，之后整整一年都没有推进。
据斯沃泰克和布林记载，阿拉巴马州半美元适逢1920年的总统大选，身为民主党人的威尔逊下野后，新政府可能会坚持在硬币上改刻新总统的肖像，如果是共和党人当选，他们就更不会乐意让硬币上有威尔逊的头像。与此同时，阿拉巴马州此时又是民主党的票仓州，所以纪念币刻上共和党人肖像很可能会影响销路。俄亥俄州共和党联邦参议员沃伦·盖玛利尔·哈定赢得大选后于1921年3月就职，欧文于同年6月29日致信贝克，建议把原本设计方案中的两名总统头像换为阿拉巴马州首任州长威廉·怀亚特·比布和1919年时任州长基尔比的肖像。新方案草图由《蒙哥马利广告人报》（Montgomery Advertiser）漫画家弗兰克·斯潘格勒（Frank Spangler）绘制。经詹姆斯·厄尔·弗雷泽举荐，他的夫人劳拉·加汀·弗雷泽（Laura Gardin Fraser）获聘根据草图制作石膏模型，劳拉此时也是颇有名气的雕塑家。1921年9月22日，劳拉将完成的模型送往美术委员会，模型获委员会批准后又转送费城铸币局，用于制作铸币模具，劳拉至此成为历史上首位女硬币设计师。

## 设计

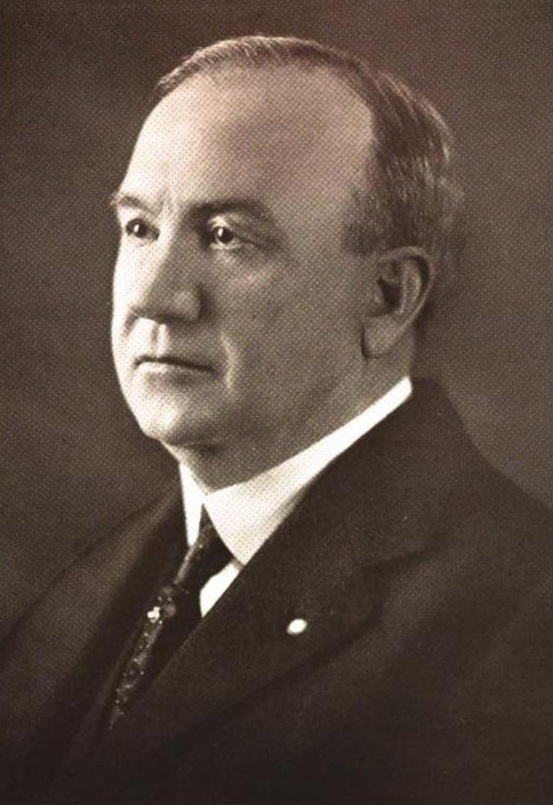
阿拉巴马州州长托马斯·基尔比

纪念币正面刻有阿拉巴马州首任州长比布和1919年在任州长基尔比的头像，基尔比因此成为首位形象出现在美国硬币上的在世人物。安东尼·斯沃泰克在纪念币主题著作中指出，虽然国会通过的1866年5月16日法案禁止钱币上描绘在世人物，但这项禁令当时只针对纸币，所以阿拉巴马州半美元附上在任州长肖像之举并无争议。但钱币学家昆汀·戴维·鲍尔斯（Q. David Bowers）对此有不同看法，称此举导致钱币学家对联邦政府的立场发生争议，此前钱币学界一直认为联邦政府禁止美国货币上出现在世人物形象（仅有19世纪发行的部分纸币例外），但阿拉巴马州百年纪念半美元显然有违这一立场。头像两边共有22颗五角星，代表阿拉巴马州是合众国的第22个州，部分硬币还在正面加刻“22”字样，含义与五角星相同，并且字母还暗指阿拉巴马州州旗上的圣安得烈十字。此外，纪念币正面最外侧有出产年份“1921”、两位州长的姓氏、面值（“半美元”）、国名（“美利坚合众国”），以及格言（“我们信仰上帝”）。
纪念币背面刻有抓着弓箭和盾牌的老鹰，但同硬币上常见的老鹰纹章图案相比缺乏象征和平的橄榄枝（弓箭象征战争或武力）。老鹰的喙叨着丝带，上面印有阿拉巴马州格言（“我们在此歇息”），斯沃泰克和布林对此在1988年的著作中表示，这里采用的格言并没有什么双关意味。
鲍尔斯对硬币背面刻有百年起止年份“1819”和“1919”，同时正面又刻有出产年份“1921”感到不满，称这种设计对不够专业的收藏人士来说容易混淆。钱币史学家唐·塔克西（Don Taxay）则认为阿拉巴马州百年纪念半美元的设计图案在所有纪念币中当属最优之列，他称赞正面两位州长的头像非常真实，同时又不遗余力地表达出硬币发行理念，并且这些理念还同图案相辅相成，背面的老鹰也同样出色。
艺术史学家科尼利厄斯·弗缪尔（Cornelius Vermeule）认为，美国各州的周年纪念币大多要么采用写实风格，要么偏重象征手法，久而久之往往有陈辞滥调之嫌，但阿拉巴马州百年纪念半美元却别出心裁，交出一份将两种手法结合的优秀答卷。在他看来，硬币正面的双人头像让人想起1900年华盛顿和拉法耶特银元在美国硬币领域首创的典型设计，并且“背面”的刻字苍劲有力，为原本索然无味的人物肖像带入生机；纪念币“正面”的老鹰桀骜不训，仿佛带有圣高登斯的风格烙印。

## 生产、发售和收藏

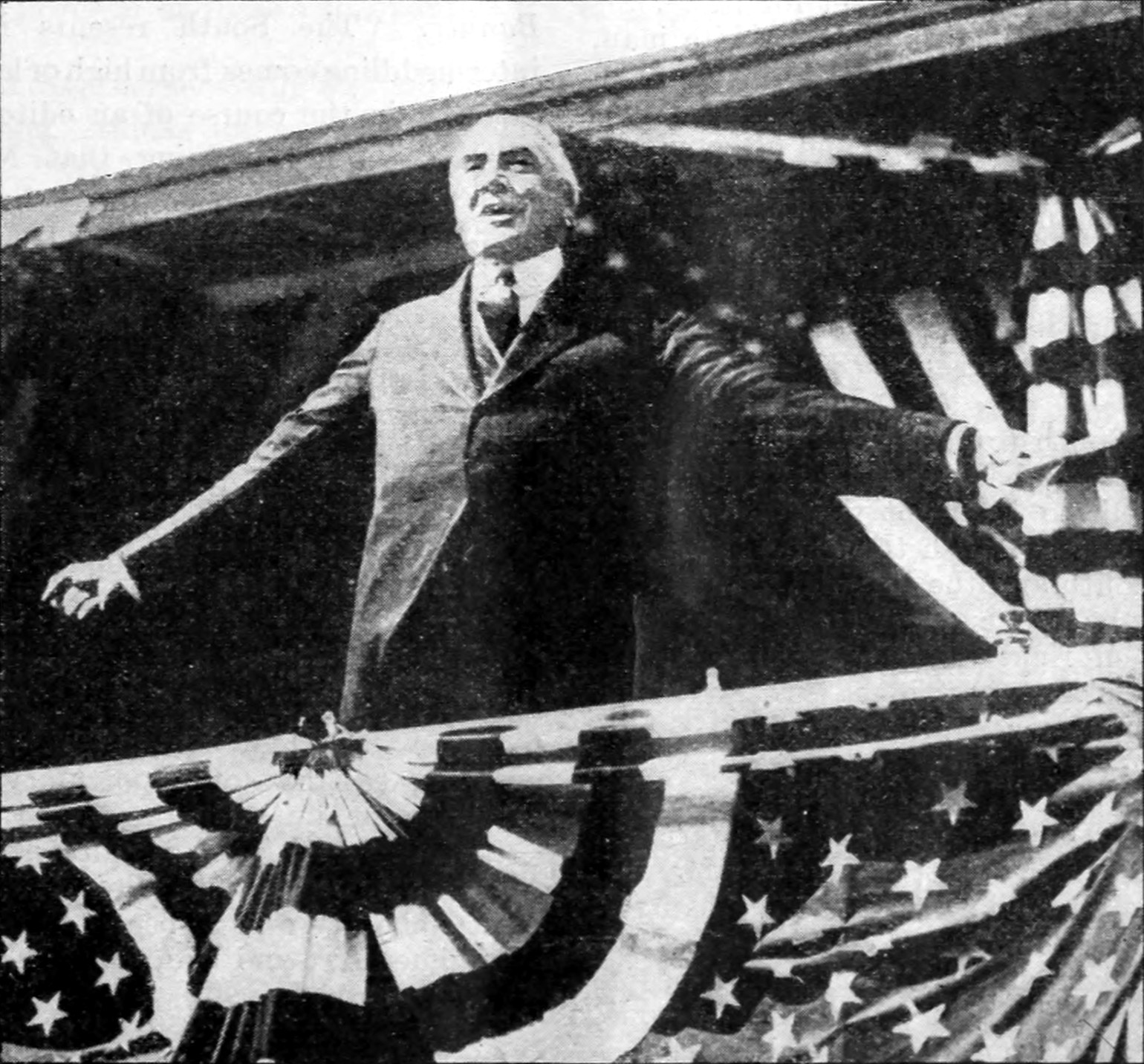
1921年10月26日是纪念币发行第一天，总统沃伦·盖玛利尔·哈定在伯明翰向公众演说。

詹姆斯·厄尔·弗雷泽向美术委员会主席查尔斯·摩尔（Charles Moore）建议转告阿拉巴马州百年纪念委员会，部分密苏里州百年纪念半美元上刻有“2★4”字符，代表密苏里州是合众国第24个州，为收藏家增加一个目标，促进硬币销售。欧文此时已经知道密苏里州的做法，所以决定在部分阿拉巴马州半美元正面刻上“22”。1921年10月，铸币局共出产6006枚阿拉巴马州百年纪念半美元，其中六枚由费城铸币局保留，等待1922年化验委员会的年度检测。
1921年10月26日，阿拉巴马州百年纪念半美元在哈定总统造访该州伯明翰当天开始发售。总统还作为共济会会员为该市的新共济会礼拜堂奠下基石，然后向人群演说，呼吁大家改善种族关系。硬币就在伯明翰人行道旁特别建造的摊位出售，但不确定这些纪念币上是否有“22”字样。从铸币局的正式纪录来看，十月出产的都有“22”标记，钱币学界也长期认为实际情况就是如此。但据某硬币收藏家回忆，26日当天他就买了两枚半美元，之后又买了超过50枚，但这些全部都没有“22”字样，所以认定当天伯明翰出售的纪念币上都没有这种标记。据欧文记载，最早到货的5000枚有“22”字符；斯沃泰克认为十月出产的纪念币中有1000枚不带“22”符号，然后全部是在伯明翰销售。同年12月铸币局又出产64038枚阿拉巴马州半美元，其中38枚保留待检，纪录显示这些都没有“22”字样。所有半美元无论是否附有“22”字样，都是用同一套金属模具打造，先生产完有“22”的版本后把字样磨掉，再生产无标记的版本。
阿拉巴马州百年纪念委员会为纪念币所定单价为一美元，“22”字样不影响价格，大部分硬币都是由该州普通百姓购得，全州各地的银行都有发售。最终有五千枚不带“22”字符的版本因滞销而送回铸币局融毁。
虽然带有“22”标记的纪念币只占总量一成，但由于人们已经知道这种硬币较为少见，因此反而保存得更好，并且即便遭遇经济困难，将之花费掉的情况也少得多，所以这一品种的实际稀缺程度并不高。鲍尔斯还认为，官方记载的铸造量可能有误，有、无“22”的版本数量可能相差不多。根据理查德·约曼（Richard S. Yeoman）2015年版的《美国钱币指南手册》（A Guide Book of United States Coins），无“22”字样版本的阿拉巴马州百年纪念半美元价值视成色而定在85至650美元不等，有“22”字样则在170至850美元之间。2014年，一枚成色完美的无“22”版以7344美元高价成交。

### 脚注
1. 1 2 3 4  Swiatek & Breen，第2頁.
2. 1 2 3  Flynn，第40頁.
3. ↑  Slabaugh，第3–5頁.
4. 1 2  profile.
5. ↑  House hearings，第3–5頁.
6. ↑  Burdette 2009.
7. ↑  support.
8. ↑  cr1.
9. 1 2  cr2.
10. ↑  cr3.
11. ↑  cr4.
12. ↑  cr5.
13. ↑  cr6.
14. ↑  Taxay，第45–46頁.
15. ↑  Swiatek & Breen，第2–3頁.
16. 1 2  Taxay，第47頁.
17. ↑  Stang.
18. 1 2 3  Swiatek & Breen，第1–2頁.
19. ↑  living.
20. ↑  Swiatek，第122頁.
21. 1 2  Bowers，第148頁.
22. 1 2  Vermeule，第164頁.
23. 1 2  Swiatek，第121–125頁.
24. 1 2  Sinclair，第230–234頁.
25. ↑  Swiatek & Breen，第3頁.
26. ↑  Flynn，第40–41頁.
27. ↑  Bowers，第151頁.
28. ↑  Yeoman，第1126頁.